# Gewaltschutzsache
Gewaltschutzsachen sind Verfahren nach dem Gewaltschutzgesetz (GewSchG), also solche, mit denen der Antragsteller entweder die Verpflichtung eines anderen, sich ihm nicht zu nähern, fernmündliche Kontaktaufnahmen etc. zu unterlassen erstrebt (§ 1 GewSchG) oder die Zuweisung der ehelichen Wohnung zum Zwecke des Getrenntlebens (§ 2 GewSchG) erstrebt (vgl. § 210 FamFG). 

## Sachliche Zuständigkeit
Gewaltschutzsachen sind Familiensachen gemäß § 111 Abs. 1 Nr. 6 FamFG, so dass eine ausschließliche sachliche Zuständigkeit des Familiengerichts besteht.

## Örtliche Zuständigkeit
Hinsichtlich der örtlichen Zuständigkeit sieht § 211 FamFG Gerichtsstände am Ort der Begehung einer Tat im Sinne von § 1 GewSchG sowie am Wohnort des Antragstellers und am Wohnort des Antragsgegners vor. Die Wahl zwischen diesen Gerichtsständen kommt nach § 211 FamFG dem Antragsteller zu.

## Beteiligung des Jugendamtes
Nach § 212 FamFG ist das Jugendamt auf seinen Antrag hin an Verfahren betreffend die Zuweisung der Ehewohnung neben Antragsteller und Antragsgegner zu beteiligen, wenn ein Kind in der verfahrensgegenständlichen Wohnung lebt. Stellt das Jugendamt einen solchen Antrag nicht, ist es gleichwohl anzuhören. Ihm kommt in diesen Verfahren auch ein eigenes Beschwerderecht gegen die Entscheidung des Familiengerichts zu.